# Cheqā Jangeh-ye Soflá
Cheqā Jangeh-ye Soflá (persiska: چقاجنگه سفلی, Cheqā Jengā-ye Soflá) är en ort i Iran.   Den ligger i provinsen Kermanshah, i den västra delen av landet, 500 km väster om huvudstaden Teheran. Cheqā Jangeh-ye Soflá ligger 1 307 meter över havet och antalet invånare är 255.
Terrängen runt Cheqā Jangeh-ye Soflá är kuperad åt sydväst, men åt nordost är den platt. Runt Cheqā Jangeh-ye Soflá är det ganska tätbefolkat, med 60 invånare per kvadratkilometer. Närmaste större samhälle är Gardangāh-e Qūchemī, 5,6 km sydost om Cheqā Jangeh-ye Soflá. Trakten runt Cheqā Jangeh-ye Soflá består till största delen av jordbruksmark.